# Parnasianism
Parnasianismul este denumirea unui curent literar din a doua jumătate a secolului al XIX-lea. Parnasianismul a apărut ca o reacție (neo-clasică) la romantism și cultiva expresia impersonală, descriptivă, ornamentală și cizelată, raportată la peisaje exotice, dar și la obiecte de artă, cărora le consacra poezii de virtuozitate formală (sonet, rondel, glosă ș.a.).
Parnasianismul' a fost un curent în poezie, apărut în Franța, care cultiva virtuozitatea imaginii, evocarea grandioasă a naturii și a civilizațiilor trecute, descrierea strălucirii exterioare a lucrurilor, construcția savantă a limbii.
Parnasianismul promova: impersonalismul; natura obiectivată – în viziuni întemeiate pe receptarea strict senzorială a lucrurilor; cultivarea formelor fixe de poezie (sonetul, rondelul, glosa, gazelul etc.) și a tiparelor prozodice alambicate; elogiul civilizațiilor (arhetipale și interferențiale), al mitologiilor, religiilor, geografia lirică devenind planetară; surprinderea spațiilor exotice sau luxuriante, de la cele polare la cele ecuatoriale, și lauda obiectelor sau lucrurilor din sfere înalte (nestematele, metalele rare, podoabele de interior etc.).

## Originile parnasianismului
Parnasienii erau o grupare de poeți din Franța secolului al XIX-lea ce și-a tras denumirea de la antologia de poezii „[Le Parnasse contemporain]]” (Parnasul contemporan), la rândul ei aceasta purtând numele muntelui Parnas (casa Muzelor în mitologia greacă). Publicată între anii 1866 și 1876, a inclus poezii scrise de Charles Leconte de Lisle, Théodore de Banville , Sully Prudhomme, Paul Verlaine, François Coppée și José María de Heredia.
Parnasienii erau de asemenea influențați de Théophile Gautier și de doctrina acestuia a „artei pentru artă”. Din dorința de a elibera poezia din chingile romantismului militau pentru poezia obținută cu ajutorul meșteșugului, tematica lor viza subiecte clasice sau exotice pe care le tratau cu o mare rigiditate a formei și cu o maximă detașare a emoției. Elementele acestei detașări proveneau în foarte mare măsură din „Estetica” lui Arthur Schopenhauer.
În 1872, Théodore de Banville (teoretician al parnasianismului) publică documentul „Micul tratat de poezie franceză” (Petit traité de poésie française), adevăratul manifest al noului curent.
Parnasianismul european este bine reprezentat de poeții francezi: Théophile Gautier («Les Emaux et Camées»), Théodore de Banville («Les Camées parisiens», «Le Sang de la Coupe»), Charles Leconte de Lisle («Poèmes antiques», «Poèmes barbares»), José-Maria de Hérédia («Les Trophées»), Sully Prudhomme, François Coppée, Catulle Mendès ș. a., de poeții englezi: Austin Dobson, Edmund Gosse, Andrew Lang ș. a., de poeții germani, de la August Graf von Platen la Stefan George ș. a., de poeții iberici având în frunte pe Ruben Dario, de „noua școală de la Atena“, reprezentată de Kostis Palamas.
Parnasianismul nu s-a limitat doar la teritoriul european. Poate cel mai idiosincratic dintre autorii parnasieni, Olavo Bilac, e un autor brazilian care a prelucrat versurile și metrul poetic fără sa elimine complet emoția poetică.

## Estetica parnasianismului
În primul rând, parnasianismul a însemnat o întoarcere spre valorile clasice, obiectivitate față de nebulozitățile lirice ale romantismului, obiectivitate susținută și solicitată de formele prozodice fixe cultivate. Frumosul preferat de parnasieni era cel din picturile și sculpturile antichității, din miturile și istoriile civilizațiilor arhetipale din toate ariile planetei, îndeosebi (după cum arată și numele mișcării, de la pelasgo-thracul „munte al muzelor“, Parnas) din Hellada. 
În spiritul parnasienilor, Antichitatea capătă culori vii, picturalul, vizualul dominând totul: nimfe cu sâni albi, coborând din ținuturi marmoreene, cu corpuri mlădioase, îmbietoare, de culoarea petalelor de trandafir, împrăștiind parfumuri, mai ales de liliac, levănțică, roze, cu îmbrățișări grațioase, într-o muzică misterioasă a lirelor, cu apariția bacantelor într-un „triplu delir“ etc. 
Parnasienii abordează problema îmbogățirii rimelor „marii armonii“, (re)descoperă forme fixe prozodice din cele mai alambicate și le pun în circuit: hexametrul, versul safic, dactilul, anapestul, amfibrahul, coriambul, spondeul, amfimacrul, peonii etc.; prețuiesc și cultivă foarte mult poezia cu formă fixă: sonetul (pe primul loc), rondelul, glosa, gazelul, epitalamul, rubaiatul, pantumul, haiku-ul, micropoemul-tanka etc.; preiau de la romantici ceea ce le convine, fiind preocupați de exotism (cadre și atmosferă), de feeric, de peisajele luxuriante, ori de cele ecuatoriale, polare, extrem-orientale, dar cu proiectare în impersonal, „în zone statice“, „sub o cupolă de gheață“, „ca într-o vitrină“. 
Prin parnasieni, geografia lirică se extinde la întregul cosmos. Când li s-a reproșat insensibilitatea, parnasienii au protestat; au argumentat că imaginile de seninătate, frazele echilibrate pot să exprime marile dureri sau idei; au fost de acord că „forma“ poate fi „impasibilă“, sculpturală, dar foarte pură în liniile sale. Detestarea „incoerenței ideii“, a „incorectitudinii limbajului“ rămâne punctul invulnerabil al parnasienilor.

## Reflexe parnasiene în literatura română
În literatura română, încă din 1880 și până în perioada interbelică, alături de simbolism, parnasianismul a reprezentat o notabilă direcție modernistă a poeziei noi / decadente, direcție promovată – în „simbioza parnasianism-simbolism“ – îndeosebi de revistele «Literatorul» (București), «Vieața nouă» (București), «Versuri și proză» (Iași) etc. Primele semne ale parnasianismului și-au făcut apariția în literatura română, între 1866 și 1869, în «Pasteluri» de Vasile Alecsandri, aproape sincron cu cele din Franța, unde curentul și-a avut „prima școală“ între 1866 și 1880, căci bardul de la Mircești era la curent cu orice noutate / mișcare literară franceză; dar prima veritabilă „școală“ simbolistă din literatura română se datorează lui Alexandru Macedonski, cenaclului și revistei sale, Literatorul, pe care le-a condus și în primele două decenii ale secolului al XX-lea. 
Alți parnasieni români sunt Ion Pillat, Ion Barbu („ciclul poemelor publicate în Sburătorul“), ori de cei antologați de Nicolae Davidescu, în 1943, în volumul Din poezia noastră parnasiană: Mircea Demetriad, Gabriel Donna, Alexandru Obedenaru, Gheorghe Orleanu, Alexandru Petroff și Iuliu Cezar Săvescu ; important este și aportul parnasienilor români de la cumpăna secolului al XX-lea și dintre anii 1950 și 2000: Eugeniu Speranția (1888 – 1972; avem în vedere volumul Poezii, apărut în 1966), D. Rariște («Maria Magdalena», 1937; «Valuri împietrite», 1941), Ion Acsan («Primăvara cosmică», 1962), Al. Andrițoiu («Constelația lirei», 1963; «Simetrii», 1970; «Euritmii», 1972), Mircea Ciobanu («Imnuri pentru nesomnul cuvintelor», 1966), Eugen Dorcescu («Pax magna», 1972; «Desen în galben», 1978; «Arhitectura visului», 1982; «Culegătorul de alge», 1985; «Epistole», 1990; «Cronică», 1993; «Exodul», 2001; "Omul de cenușă",antologie de autor, 2002; "Elegii", 2003; "Biblice", 2003; "Moartea tatălui", 2005; "În Piața Centrală", 2007; "Omul din oglindă", antologie de autor, 2008; "Abyssus abyssum invocat", 2009; "drumul spre tenerife" - "el camino hacia tenerife", 2009 - 2010; ”Elegiile de la Bad Hofgastein”, 2010; ”Poemas del viejo - Poemele bătrânului”, 2012; "Las elegías de Bad Hofgastein", 2013), Ilarie Hinoveanu («Cocorul din unghi», 1967) ș. a.